# Rufino Tamayo
Rufino Tamayo (Oaxaca, 26 de agosto de 1899 – Cidade do México, 24 de junho de 1991) foi um pintor mexicano.

## Biografia
Passou a viver na Cidade do México em 1911 e, em 1915, começou a frequentar aulas de desenho. De 1917 a 1921 estudou na Escola Nacional de Artes Plásticas. Neste último ano foi nomeado chefe do Departamento de Desenho Etnográfico do Museu Nacional de Arqueologia do México; isso fez com que seu trabalho, dali em diante, fosse influenciado pela arte popular mexicana e pela arte pré-hispânica. Seu primeiro mural data de 1933 no Conservatório de Música do México. Formou uma coleção de arte pré-hispânica que, em 1965, doou à cidade de Oaxaca, para formar o Museu de Arte Pre-hispânica do México Rufino Tamayo. Em 1981 foi inaugurado, na Cidade do México, o museu que leva seu nome. É um dos centros de arte contemporânea mais modernos do mundo, onde se encontram obras de mais de 150 artistas internacionais. Realizou o vitral "El Universo" que está exposto no Centro Cultural Alfa desde 1988.
Tamayo significou um corte radical nos paradigmas estabelecidos por volta de 1930 na pintura moderna mexicana. Fez oposição à linha estética em voga, estabelecida pelos muralistas, ao argumentar que eles se despreocupavam dos autênticos problemas das artes plásticas, para se dedicar ao pitoresco. Ao mesmo tempo, rejeitava a pintura de cavalete e o consumo das telas unicamente pelos colecionadores. Trabalhava diretamente sobre a tela sem estudos preliminares. Desenhava sobre a tela a estrutura geral e depois construía modelando com a pintura.

## Principais obras
- La Revolucion, 1938
- Mujeres de Tehuantepec, 1939
- Animals, 1941
- The Singer, 1950
- Homenaje a La Raza, 1952

## Trovador
A pintura «Trovador», um óleo sobre tela de 1945 em Nova Iorque.
Foi propriedade do colégio universitário Randolph, de Virginia que decidiu vende-la em 2007.
Seguiu-se uma disputa legal que se prolongou durante meses com um grupo que se opunha à venda do Trovador e de outras três pinturas do património artístico do estabelecimento.
Foi vendida a um anónimo, a 28 de Maio de 2008 em Nova Iorque por 7,2 milhões de dólares na Christie's, estabelecendo um recorde mundial em leilões de obras de arte latino-americanas.

## América
A tela «América» foi vendida, no dia 18 de Novembro de 2008, em Nova Iorque por 6,8 milhões de dólares (cerca de 5,4 milhões de euros) num leilão da Sotheby's.
A tela, de dimensões impressionantes (14 metros por 4), foi pintada por encomenda do Bank of the Southwest de Houston (Texas) em 1955.